# Isle of Axholme
Die Isle of Axholme ist ein Teil von North Lincolnshire in England. Es ist der einzige Teil Lincolnshires westlich des Flusses Trent. Sie liegt zwischen den Städten Doncaster, Scunthorpe und Gainsborough.
Die Bezeichnung Isle hat der Landstrich, da er vor der Trockenlegung durch Cornelius Vermuylen jeder Ort hier auf einer trockenen Erhebung im umgebenden Marschland lag. Der Don, der seitdem umgeleitet wurde, trennte die Isle of Axholme von Yorkshire, der Idle von Nottinghamshire und der Trent vom Rest Lincolnshires. Drei Kleinstädte befinden sich auf der Isle of Axholme: Epworth, Crowle und Haxey. Weitere Orte sind Garthorpe, Luddington, Eastoft, Belton, Sandtoft, Westwoodside, Wroot und Owston Ferry.
Weite Bereiche des Nordteils der Isle of Axholme sind flaches Ackerland, auf dem Weizen und Zuckerrüben angebaut werden. Der Boden ist besonders fruchtbar aufgrund der früher jährlichen Überschwemmungen durch den Trent und den Torfboden, der auf dichtes Waldland zurückzuführen ist, der das Gebiet bedeckte. Auch heute noch kann in vielen Bereichen der nördlichen Insel bereits zwei Meter unter der Oberfläche versteinertes Holz gefunden werden, das in der Gegend Mooreiche (bog oaks) genannt wird. 
Amcotts Moor Woman war eine vermutlich weibliche Moorleiche aus der späten Römischen Kaiserzeit, die im Jahre 1747 im Moor bei Amcotts entdeckt wurde.